# Lesnoi selsowet
Der Lesnoi selsowet (russisch Лесной сельсовет, vormals lesnoi possowet) ist eine Landratsgemeinde (selsowet) in Russland. Sie liegt im Tschischminski rajon der Republik Baschkortostan. Verwaltungssitz ist das Dorf Alkino-2. Die Gemeinde besteht nur aus dem Dorf Alkino-2.

## Demographie
| Jahr | Einwohner |
| ---- | --------- |
| 2002 | 5020      |
| 2009 | 4048      |
| 2010 | 4996      |
| 2012 | 5002      |
| 2013 | 5226      |
| 2014 | 5337      |
| 2015 | 5596      |
| 2016 | 5464      |
| 2017 | 5383      |